# 丰特尼 (汝拉省)
丰特尼（法語：Fontenu，法語發音：[fɔ̃tny]）是法国汝拉省的一个市镇，属于隆斯勒索涅区。

## 地理
丰特尼（46°40'5"N, 5°49'20"E）面积6.71 平方千米，位于法国勃艮第-弗朗什-孔泰大區汝拉省，该省份为法国东部内陆省份，北起上索恩省，西北接科多尔省，西临索恩-卢瓦尔省，南至安省，东与杜省和瑞士接壤。
与丰特尼接壤的市镇（或旧市镇、城区）包括：蒙叙莫内、舍夫罗泰讷、杜西耶、马里尼、萨夫洛、松热松。

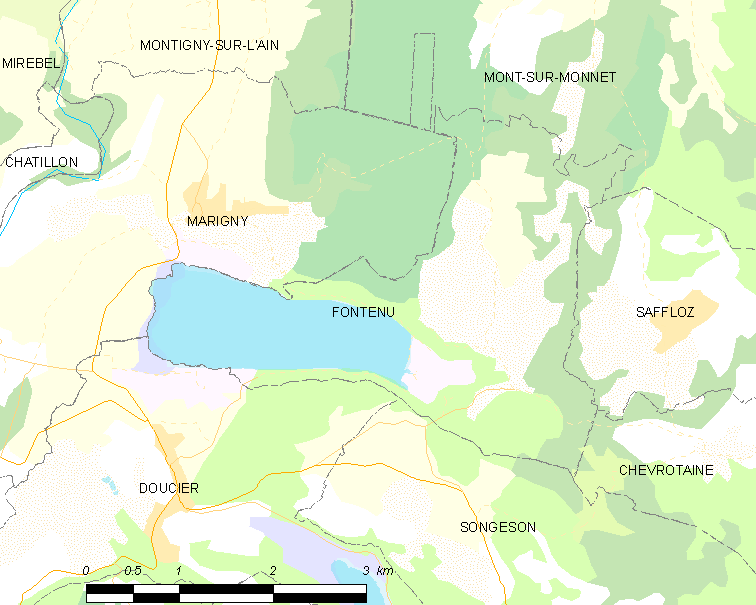
的OSM定位图

丰特尼的时区为UTC+01:00、UTC+02:00（夏令时）。

## 行政
丰特尼的邮政编码为39130，INSEE市镇编码为39230。

## 政治
丰特尼所属的省级选区为圣洛朗昂格朗沃县。

## 人口

1962-2008年间人口变化图示

丰特尼于2022年1月1日时的人口数量为73人。